# دین اشنایدر
دین اشنایدر(زاده ۳ اکتبر ۱۹۹۲) بنیانگذار زنهارگاه حیوانات و شخصیت رسانه های اجتماعی مستقر در آفریقای جنوبی است.

## حرفه
اشنایدر در رشته مالی تحصیل کرده است و در سن ۲۱ سالگی شروع به کارآفرینی کرد و شرکت برنامه ریزی مالی خود را ایجاد کرد. پس از سه سال، او بیش از پنجاه کارمند داشت.اشنایدر یک بانکدار و برنامه ریز مالی در سوئیس بود.در سال ۲۰۱۷ به آفریقای جنوبی رفت تا یک پناهگاه حیات وحش و مرکز توانبخشی به نام هاکونا میپاکا (به زبان سواحیلی به معنی "بدون محدودیت" است.) تأسیس کند.